# Michelangelo Maiorfi

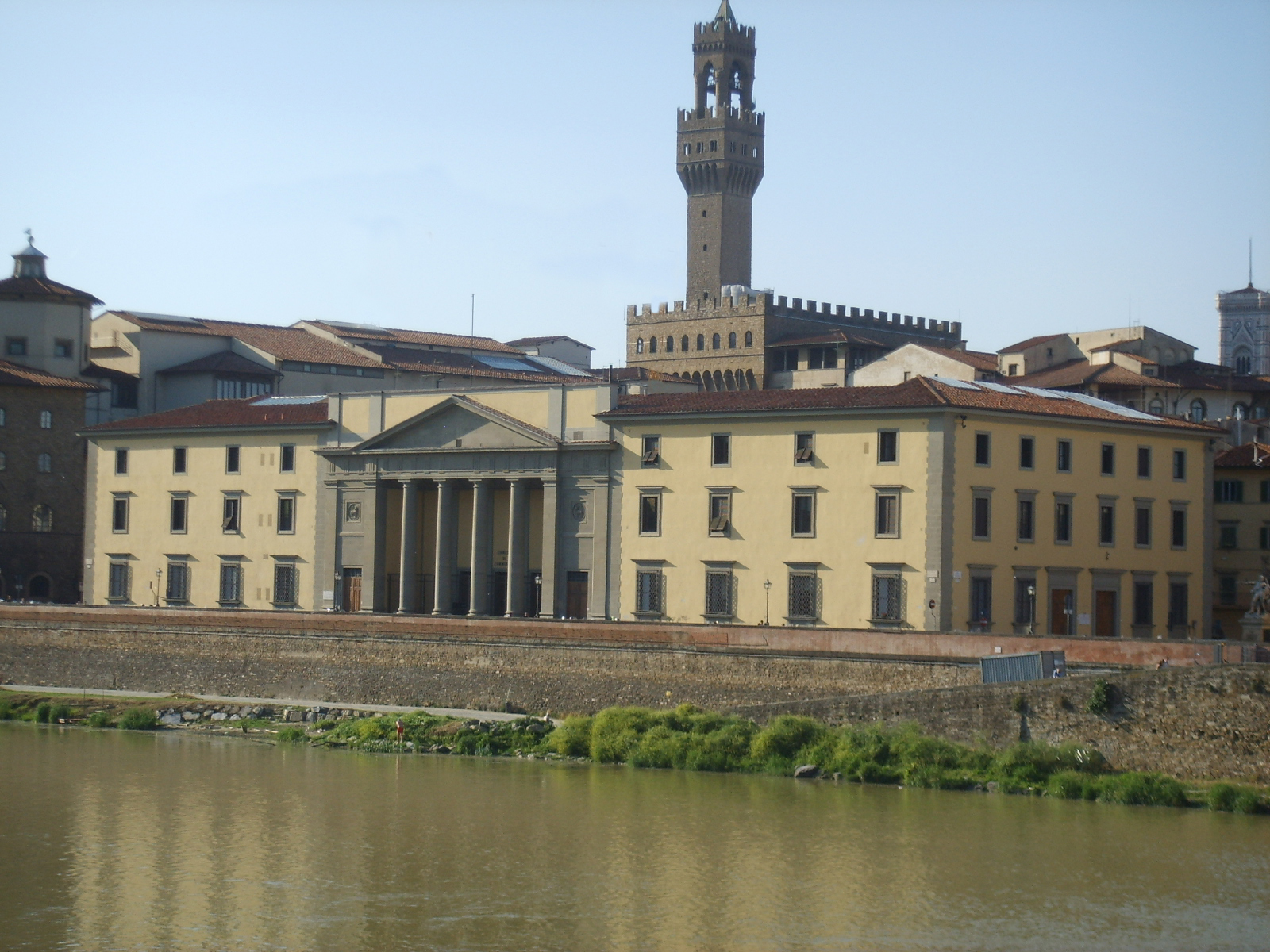
Il palazzo della Borsa di Firenze

Michelangelo Maiorfi (Santa Croce sull'Arno, 12 febbraio 1823 – 1906) è stato un architetto italiano.

## Biografia
Studiò a Firenze presso l'Accademia di Belle Arti, dove ebbe come maestro Giuseppe Vannini e dove vinse nel 1840 un premio per la prospettiva, nel 1843 una medaglia di incoraggiamento al concorso di architettura e nel 1849 un premio maggiore di architettura; nel 1850 fu nominato aiuto provvisorio alla scuola di architettura. Fece pratica nello studio di Mariano Falcini fino al 1846, per divenire l'anno successivo assistente di Alessandro Manetti nei lavori di bonifica del Grossetano.
Nel 1850 eseguì il restauro del Palazzo Torrigiani e della Torre e dei Palazzi Gianfigliazzi a Firenze; negli anni 1858-60 realizzò il complesso della Borsa di Firenze sull'attuale Lungarno Diaz. Nel 1863 prese parte al concorso per la nuova facciata del Duomo di Firenze e fu nominato Architetto del Comune di Fiesole, carica che mantenne per trent'anni. Fu anche Architetto dell'Opera di Santa Croce e Presidente del Comitato per erigere il Monumento a Desiderio da Settignano. Tra il 1883 e il 1898 completò il Cimitero della Misericordia fuori Porta a Pinti a Firenze.
Al 1898 risalgono il nuovo Cimitero della Misericordia a Soffiano presso Firenze, nel quale realizzò anche la Cappella Torrigiani; il restauro della Basilica di Santa Croce a Firenze e in particolare della Cappella Medici e della Cappella Pazzi; il restauro del Duomo di Fiesole e gli scavi alle Terme e al Teatro romano.